# 皮特·維斯克勞斯基
皮特·維斯克勞斯基（英語：Pete Visclosky；1949年8月13日—）是美国的一位政治人物，他自1985年至2021年期間擔任印第安納州第一國會選區的聯邦眾議員。他的黨籍是民主黨。